# Арабеск (балет)

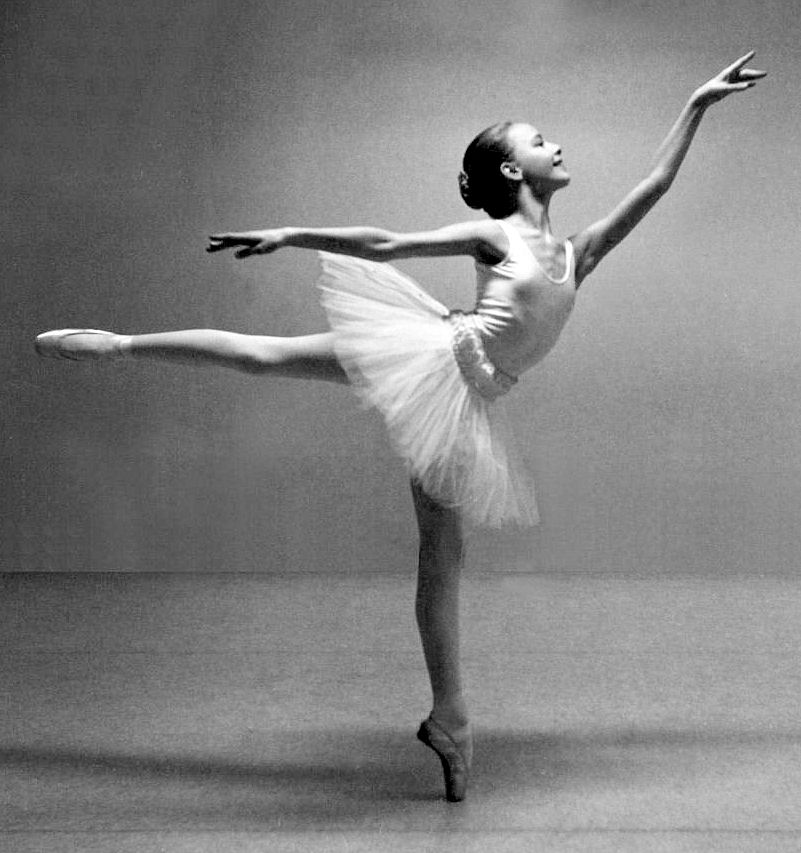
1 арабеск

Арабеск (фр. arabesque — арабська; транскрипція: aʀa'bɛsk) — одна з основних поз класичного танцю. Як і практично всі основні балетні терміни, це слово прийшло в українську мову з французької. Поза активно використовується в хореографічній лексиці як класичного, так і сучасного балету. 
Підрозділяється на перший (premier [скорочено 1er] arabesque), другий (deuxième arabesque / 2me), третій (troisième / 3me ) і четвертий (quatrième / 4me) арабески. У деяких школах визначається також п'ятий арабеск. 
Виконання в чистому вигляді: Опорна нога стоїть на цілій ступні, на напівпальцях або на пальцях (пуантах), а робоча нога піднята на 30°, 45°, 90° або 120° вгору з витягнутим коліном. Прохідним рухом або сполучним з іншою позою може бути plié (присідання) на опорній нозі, а також у стрибку (фр. saut) і з обертанням. Позу можна нескінченно варіювати.
I арабеск
Ноги в положенні effacée, рука, відповідна опорній нозі, витягнута вперед, голова спрямована до неї, інша рука відведена в сторону, кисті спрямовані долонями донизу. Корпус злегка нахилений, але спина увігнута.
II арабеск
Ноги в положенні effacée, спрямована вперед рука, відповідна піднятій нозі, друга відведена в сторону і іноді видніється з-за спини. Голова повернена до глядачів. Корпус злегка нахилений, але спина увігнута спина.
III арабеск
Ноги в положенні croisé (фр.: схрещені), відповідна піднятій нозі рука йде вперед, до неї спрямований погляд, інша рука відведена в бік. Корпус злегка нахилений, але спина увігнута спина.
IV арабеск
Ноги в положенні croisé, попереду рука, протилежна піднятій нозі. Корпус повернутий спиною до глядача. Лінія руки переходить в лінію плечей і продовжується іншою рукою. Корпус злегка нахилений, але спина увігнута.
Позу можна нескінченно варіювати, що надає їй великі можливості. Зміни в позиціях ніг і рук, положенні спини, голови, спрямованості погляду тягне за собою перетворення виразного сенсу арабеска.